# Marija Lukačič
Marija Lukačič (ur. 10 sierpnia 1949 w Ljutomerze) – słoweńska polityk.

## Życiorys
Jest członkiem Słoweńskiej Partii Demokratycznej. Studiowała geologię na Wydziale Nauk Przyrodniczych i Technologii (Fakulteti za naravoslovje in tehnologijo) w Lublanie. Studia ukończyła w 1976 roku. Pracowała w Słoweńskim Urzędzie Geodezji i Kartografii. W 1991 roku została doradcą rządu w Ministerstwie Rolnictwa, Leśnictwa i Żywności. Zajmowała się przygotowaniem ustawy o Funduszu Gruntów Rolnych i Leśnych Republiki Słowenii. W latach1994–1999 była dyrektorem Funduszu Rolnego i Leśnego Republiki Słowenii (Sklad kmetijskih zemljišč in gozdov Republike Slovenije). W 2000 roku została powołana na stanowisko dyrektora Urzędu ds. Denacjonalizacji (Urad za denacionalizacijo). Pełniła funkcję ministra rolnictwa, leśnictwa i żywności w pierwszym rządzie Janeza Janšy utworzonym 3 grudnia 2004 roku. Zrezygnowała w styczniu 2007 roku z powodu złego stanu zdrowia. Zastąpił ją Iztok Jarc.